# SIRT6
SIRT6 (англ. Sirtuin 6) – білок, який кодується однойменним геном, розташованим у людей на короткому плечі 19-ї хромосоми. Довжина поліпептидного ланцюга білка становить 355 амінокислот, а молекулярна маса — 39 119.
| 10         |  | 20         |  | 30         |  | 40         |  | 50         |
| ---------- |  | ---------- |  | ---------- |  | ---------- |  | ---------- |
| MSVNYAAGLS |  | PYADKGKCGL |  | PEIFDPPEEL |  | ERKVWELARL |  | VWQSSSVVFH |
| TGAGISTASG |  | IPDFRGPHGV |  | WTMEERGLAP |  | KFDTTFESAR |  | PTQTHMALVQ |
| LERVGLLRFL |  | VSQNVDGLHV |  | RSGFPRDKLA |  | ELHGNMFVEE |  | CAKCKTQYVR |
| DTVVGTMGLK |  | ATGRLCTVAK |  | ARGLRACRGE |  | LRDTILDWED |  | SLPDRDLALA |
| DEASRNADLS |  | ITLGTSLQIR |  | PSGNLPLATK |  | RRGGRLVIVN |  | LQPTKHDRHA |
| DLRIHGYVDE |  | VMTRLMKHLG |  | LEIPAWDGPR |  | VLERALPPLP |  | RPPTPKLEPK |
| EESPTRINGS |  | IPAGPKQEPC |  | AQHNGSEPAS |  | PKRERPTSPA |  | PHRPPKRVKA |
| KAVPS      |  |            |  |            |  |            |  |            |

A: Аланін

C: Цистеїн

D: Аспарагінова кислота

E: Глутамінова кислота

F: Фенілаланін

G: Гліцин

H: Гістидин

I: Ізолейцин

K: Лізин

L: Лейцин

M: Метіонін

N: Аспарагін

P: Пролін

Q: Глутамін

R: Аргінін

S: Серин

T: Треонін

V: Валін

W: Триптофан

Кодований геном білок за функціями належить до гідролаз, фосфопротеїнів. 
Задіяний у таких біологічних процесах, як ацетилювання, альтернативний сплайсинг. 
Білок має сайт для зв'язування з НАД, іонами металів, іоном цинку. 
Локалізований у ядрі.